# TVH
TVH è un leader a livello mondiale nel settore dei ricambi e degli accessori, sia per carrelli elevatori che per veicoli industriali e macchine edili e agricole. La sede centrale dell'azienda è situata a Waregem (Belgio). Inoltre, c’è una sede regionale in Kansas (USA) per il mercato americano. In totale TVH è attiva in 81 filiali in tutto il mondo.

## Storia
TVH fu fondata da Paul Thermote e Paul Vanhalst nel 1969. Ha iniziato con la vendita, il noleggio e la riparazione di macchine per poi specializzarsi nei ricambi. Nel 2021 TVH trova un partner in D'Ieteren Group, che detiene il 40% delle azioni, l'altro 60% rimane nelle mani della famiglia Thermote.

## Attività
Disponendo di un database di oltre 46 000 000 di codici, di cui ben oltre 930 000 sono disponibili a stock, TVH fornisce clienti di circa 180 paesi. Il reparto di elettronica di TVH in Belgio è un centro servizi per le riparazioni di componenti elettronici di carrelli elevatori, piattaforme aeree e mezzi industriali. TVH conta più di 5000 dipendenti in tutto il mondo.
L'azienda vanta diversi marchi propri come TotalSource (ricambi), CAM attachments (attrezzature), Bepco (ricambi per macchine agricole), Energic Plus (caricabatterie e articoli correlati) e GemOne (telematica industriale). TVH sta ampliando il suo reparto di elettronica per anticipare la crescente elettrificazione dei parchi macchine. Per questo TVH collabora con i seguenti produttori: Curtis, Sevcon, PG Drives, SME e Schwarzmüller.